# Peliosanthes sessilis
Peliosanthes sessilis är en sparrisväxtart som beskrevs av Hen Li. Peliosanthes sessilis ingår i släktet Peliosanthes och familjen sparrisväxter. Inga underarter finns listade i Catalogue of Life.